# غونيلا لاغيربيلكي
غونيلا لاغيربيلكي (بالسويدية: Gunilla Lagerbielke)‏‏ (24 يوليو 1926 في ستوكهولم - 15 أغسطس 2013 ) فنانة منسوجات، ومُدرسة من السويد.

## الجوائز
حصلت غونيلا لاغيربيلكي على الجوائز الآتية:
- دكتوراه فخرية